# Qatar Stars League 2016-2017
La Qatar Stars League 2016-2017 è stata la 44ª edizione del massimo livello del campionato qatariota di calcio. Il campionato è iniziato il 15 settembre 2016 ed è terminato il 15 aprile 2017.

## Squadre partecipanti
| Club           | Città        | Stadio                        | Allenatore          |
| -------------- | ------------ | ----------------------------- | ------------------- |
| Al-Ahli Doha   | Doha         | Hamad bin Khalifa Stadium     | Yousuf Adam Mahmoud |
| Al-Arabi       | Doha         | Grand Hamad Stadium           | Gerardo Pelusso     |
| Al-Gharafa     | Al Rayyan    | Thani bin Jassim Stadium      | Pedro Caixinha      |
| Al-Jaish       | Doha         | Abdullah bin Khalifa Stadium  | Sabri Lamouchi      |
| Al-Kharitiyath | Al Khor      | Al-Khor SC Stadium            | Amar Osim           |
| Al-Khor        | Al Khor      | Al-Khor SC Stadium            | Jean Fernandez      |
| Al-Rayyan      | Al Rayyan    | Jassim Bin Hamad Stadium      | Michael Laudrup     |
| Al-Sadd        | Doha         | Jassim Bin Hamad Stadium      | Jesualdo Ferreira   |
| Al-Sailiya     | Al Rayyan    | Hamad bin Khalifa Stadium     | Sami Trabelsi       |
| Al-Shahaniya   | Al-Shahaniya | Grand Hamad Stadium           | Igor Štimac         |
| Al-Wakrah      | Al Wakrah    | Saoud bin Abdulrahman Stadium | Kais Yaakoubi       |
| Lekhwiya       | Doha         | Abdullah bin Khalifa Stadium  | Djamel Belmadi      |
| Al-Mu'aidar    | Muaither     | Thani bin Jassim Stadium      | Phillippe Burle     |
| Umm-Salal      | Doha         | Suheim Bin Hamad Stadium      | Mahmoud Jaber       |

## Classifica finale
|                  | Pos. | Squadra        | Pt | G  | V  | N  | P  | GF | GS | DR  |
| ---------------- | ---- | -------------- | -- | -- | -- | -- | -- | -- | -- | --- |
| Qatar (bandiera) | 1.   | Lekhwiya       | 63 | 26 | 19 | 6  | 1  | 79 | 33 | +46 |
|                  | 2.   | Al-Sadd        | 61 | 26 | 18 | 7  | 1  | 77 | 23 | +54 |
|                  | 3.   | Al-Rayyan      | 51 | 26 | 15 | 6  | 5  | 53 | 27 | +26 |
|                  | 4.   | Al-Jaish       | 45 | 26 | 13 | 6  | 5  | 45 | 40 | +5  |
|                  | 5.   | Al-Gharafa     | 40 | 26 | 12 | 4  | 10 | 42 | 43 | -1  |
|                  | 6.   | Umm-Salal      | 37 | 26 | 9  | 10 | 7  | 32 | 35 | -3  |
|                  | 7.   | Al-Kharitiyath | 34 | 26 | 10 | 4  | 12 | 27 | 32 | -5  |
|                  | 8.   | Al-Sailiya     | 31 | 26 | 8  | 7  | 11 | 32 | 45 | -13 |
|                  | 9.   | Al-Arabi       | 28 | 26 | 8  | 4  | 14 | 39 | 56 | -17 |
|                  | 10.  | Al-Ahli Doha   | 27 | 26 | 7  | 6  | 13 | 33 | 45 | -12 |
|                  | 11.  | Al-Khor        | 25 | 26 | 6  | 7  | 13 | 25 | 38 | -13 |
|                  | 12.  | Al-Shahaniya   | 22 | 26 | 3  | 13 | 10 | 30 | 53 | -23 |
|                  | 13.  | Al-Mu'aidar    | 20 | 26 | 5  | 5  | 16 | 23 | 46 | -23 |
|                  | 14.  | Al-Wakrah      | 15 | 26 | 2  | 9  | 15 | 29 | 50 | -21 |

      Campione del Qatar e ammessa alla AFC Champions League 2018

      Ammesse alle qualificazioni della AFC Champions League 2018

      Ammessa alla Coppa dei Campioni del Golfo 2018

      Retrocesse in Qatar Second Division 2017-2018
Tre punti a vittoria, uno a pareggio, zero a sconfitta.
La classifica viene stilata secondo i seguenti criteri:
- Punti conquistati
- Playoff (per titolo, partecipazione alle coppe e retrocessione)
- Differenza reti generale
- Reti totali realizzate

## Classifica marcatori
Aggiornata al 22 dicembre 2016
| Posizione | Giocatore            | Club         | Goal |
| --------- | -------------------- | ------------ | ---- |
| 1         | Youssef El-Arabi     | Lekhwiya     | 17   |
| 2         | Baghdad Bounedjah    | Al-Sadd      | 15   |
| 3         | Romarinho            | Al-Jaish     | 11   |
| 4         | Vladimír Weiss       | Al-Gharafa   | 9    |
| 5         | Sardor Rashidov      | Al-Jaish     | 8    |
| 5         | Firmin Ndombe Mubele | Al-Ahli Doha | 8    |
| 7         | Meshal Abdullah      | Al-Ahli Doha | 7    |
| 7         | Rodrigo Tabata       | Al-Rayyan    | 7    |
| 7         | Boualem Khoukhi      | Al-Arabi     | 7    |
| 7         | Nam Tae-Hee          | Lekhwiya     | 7    |
| 7         | Yannick Sagbo        | Umm-Salal    | 7    |